# Santa Vitória do Ameixial
Santa Vitória do Ameixial era una freguesia portuguesa del municipio de Estremoz, distrito de Évora.

## Historia
Fue suprimida el 28 de enero de 2013, en aplicación de una resolución de la Asamblea de la República portuguesa promulgada el 16 de enero de 2013 al unirse con la freguesia de São Bento do Ameixial, formando la nueva freguesia de Ameixial (Santa Vitória e São Bento).